# Rouvroy-Ripont
Rouvroy-Ripont ist eine französische Gemeinde mit 3 Einwohnern (Stand 1. Januar 2022) im Département Marne in der Region Grand Est. Sie gehört zum Kanton Argonne Suippe et Vesle und zum Arrondissement Châlons-en-Champagne. 

## Geografie
Die Gemeinde Rouvroy-Ripont liegt etwa 50 Kilometer östlich von Reims am Flüsschen Dormoise in der Trockenen Champagne. Sie besteht aus den beiden kleinen Dörfern Rouvroy und Ripont. Ripont ist eines der im Ersten Weltkrieg zerstörten Dörfer der Zone rouge, die nicht wieder aufgebaut wurden. Die Südwesthälfte des Gemeindegebietes ist Teil des Standort-Truppenübungsplatzes von Suippes (Camp de Suippes) und damit militärisches Sperrgebiet.
Die Gemeinde ist umgeben von folgenden Nachbargemeinden:
| Gratreuil      |                                             | Fontaine-en-Dormois |
|                | Kompassrose, die auf Nachbargemeinden zeigt |                     |
| Sommepy-Tahure |                                             | Cernay-en-Dormois   |

## Bevölkerungsentwicklung

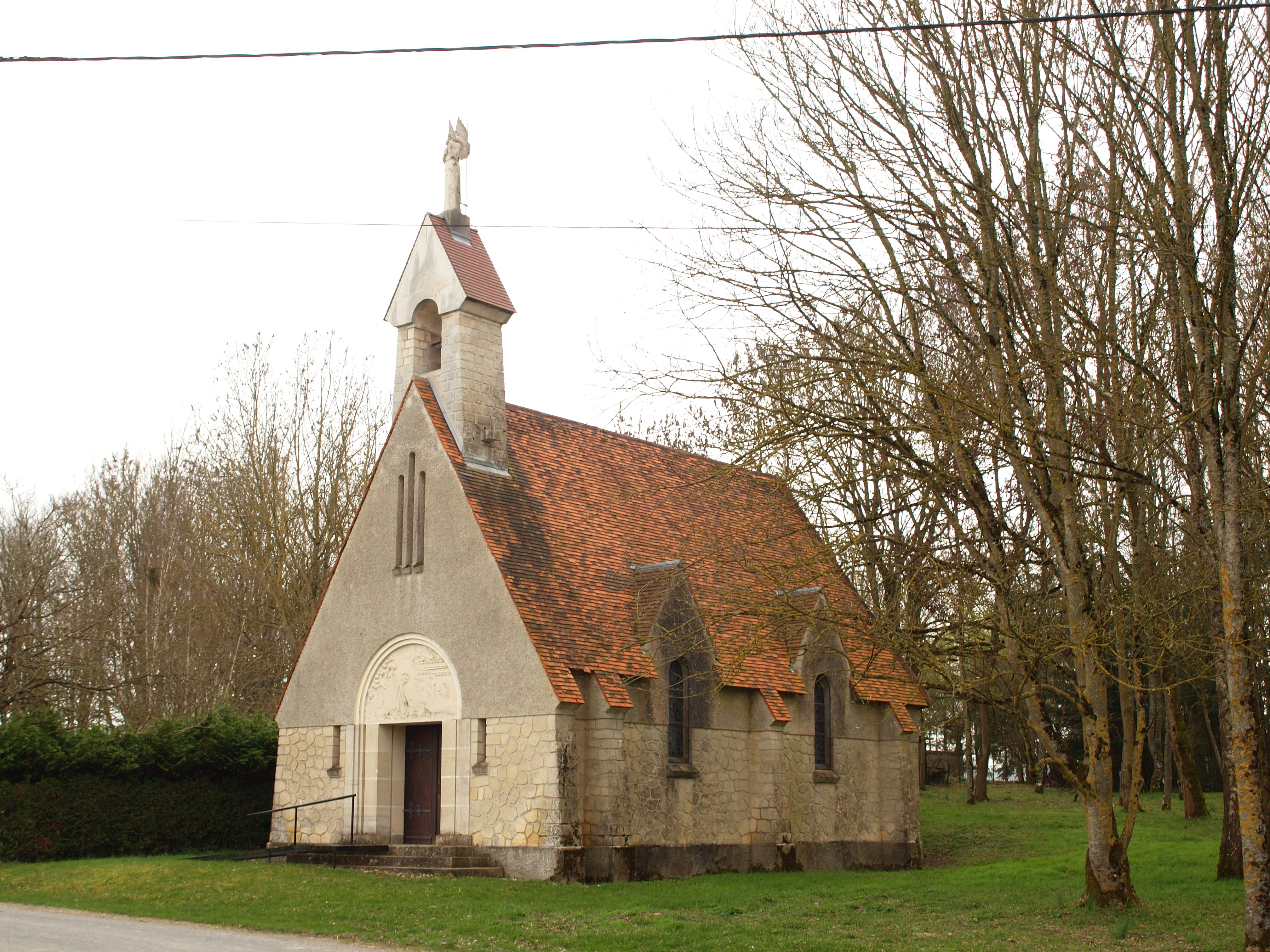
Kirche Saint-Maurice

| Jahr                       | 1962 | 1968 | 1975 | 1982 | 1990 | 1999 | 2008 | 2018 |
| -------------------------- | ---- | ---- | ---- | ---- | ---- | ---- | ---- | ---- |
| Einwohner                  | 9    | 12   | 10   | 8    | 8    | 2    | 7    | 6    |
| Quellen: Cassini und INSEE |      |      |      |      |      |      |      |      |